# Tor wyścigów konnych w Bydgoszczy

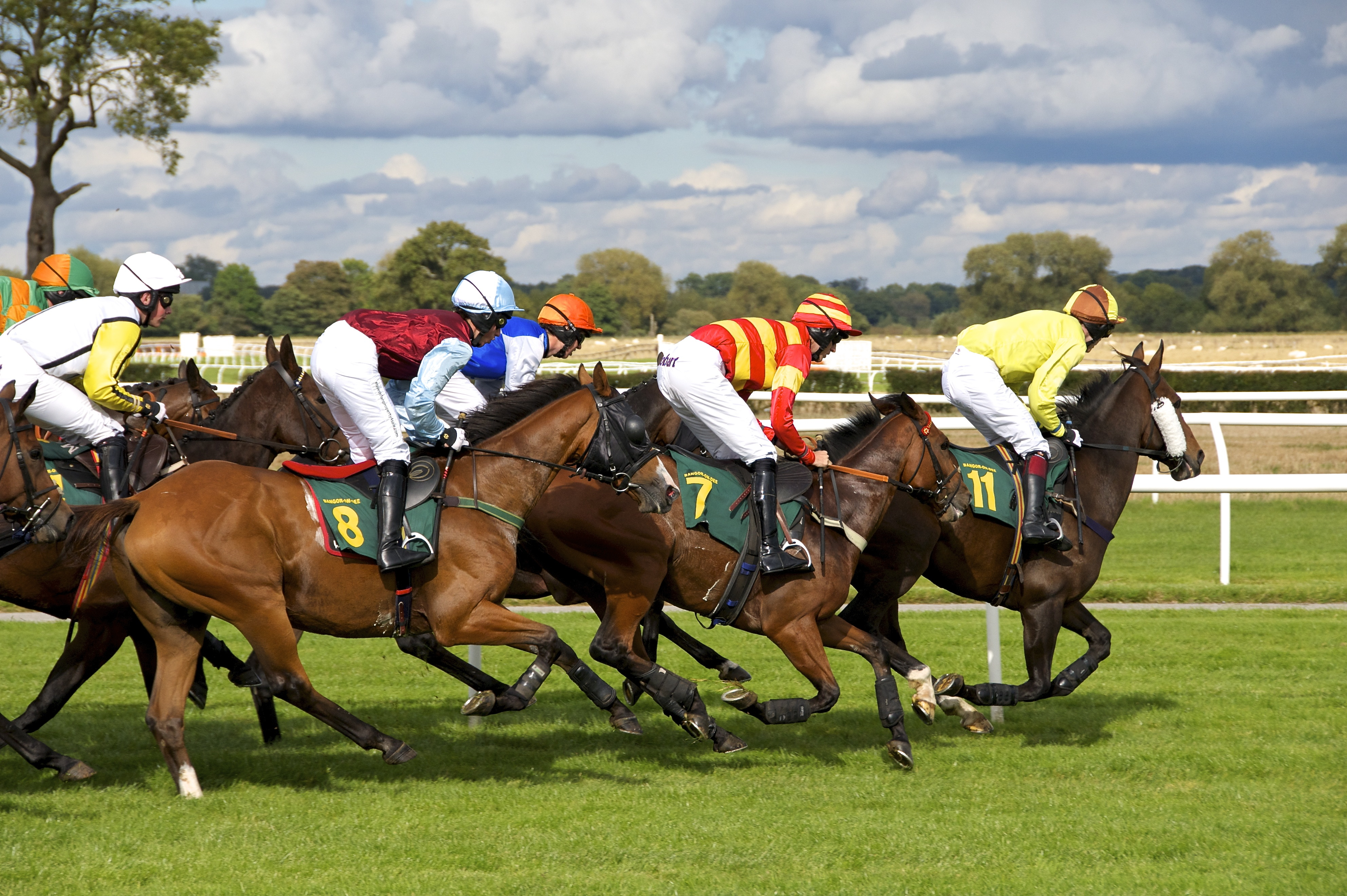
Wyścigi konne

Tor wyścigów konnych w Bydgoszczy – hipodrom czynny w latach 1880–1939 w Bydgoszczy na ówczesnych Kapuściskach Małych. W latach 1926–1932 odbywały się tu elitarne wyścigi, które obserwował m.in. prezydent II RP Ignacy Mościcki.

## Lokalizacja
Tor wyścigów konnych znajdował się w północnej części Bydgoszczy, w pobliżu obecnego osiedla składowo-przemysłowego Bydgoszcz Wschód. Od południa tor poprzez pas łąk graniczył z ul. Inwalidów oraz linią kolejową Bydgoszcz-Toruń, od północy przylegał do Lasu Gdańskiego, od wschodu do ul. Harcerskiej, a na zachodzie kończył się na wysokości ul. Fabrycznej. Od lat 60. XX w. na tym terenie znajdują się duże kompleksy ogrodów działkowych.

## Historia
W II połowie XIX wieku na ówczesnych Kapuściskach Małych utworzono plac do ćwiczeń kawalerii pruskiej. Wkrótce zaczęto tu również urządzać wyścigi na krótkich i długich dystansach, skoki przez przeszkody oraz gonitwy. Przy placu wzniesiono drewniane trybuny, a wzmianki prasowe z 1882 świadczą, że urządzało je Niemieckie Towarzystwo Wyścigowe. Podczas jednego z wyścigów doszło do katastrofy trybun, w wyniku której obrażenia odniósł m.in. prezes rejencji bydgoskiej Christoph von Tiedemann oraz właściciel majątku Ostromecko Alvensleben.
1 kwietnia 1920 roku Kapuściska Małe włączono w granice Bydgoszczy. W 1926 Wielkopolskie Towarzystwo Wyścigów Konnych, w obliczu podniesienia opłat za użytkowanie toru wyścigów konnych Ławica w Poznaniu, postanowiło odnowić hipodrom w Bydgoszczy, który po niskiej cenie udostępnił tutejszy magistrat. Teren ogrodzono, od strony wschodniej odnowiono drewniane trybuny i stanowisko sędziowskie, wydzielono tor wyścigowy, tor przeszkód oraz teren do ujeżdżania koni. Zainstalowano również tablice kierunkowe i informacyjne: stałe i zmienne. Trawiasty tor mierzył 2,5 km długości na terenie o wymiarach 1200 x 250 m.
Inauguracyjne gonitwy odbyły się 10 października 1926 roku. Uczestniczyło w nich ok. 100 koni z Poznania, z Centrum Wyszkolenia Kawalerii w Grudziądzu oraz z bydgoskich jednostek wojskowych, m.in. 16 Pułku Ulanów Wielkopolskich, 11 Dywizjonu Artylerii Konnej i 15 Wielkopolskiego Pułku Artylerii Lekkiej. Podczas wyścigów obstawiano poszczególne konie. Najpopularniejsze były „zakłady francuskie”, czyli typowanie pierwszej dwójki lub trójki na mecie bez właściwej kolejności. Bilety wstępu i programy sprzedawano w centrum miasta, m.in. w hotelu Pod Orłem, a dojazd zapewniały pociągi do stacji Bydgoszcz Wschód.
W 1927 sezon wyścigów zainaugurowano w lipcu. Obiekt wzbogacono o nowe trybuny na 3 tys. osób, pomieszczenia zakładów pieniężnych (tzw. totalizatora) oraz sale restauracyjne. Przeprowadzano wyścigi płaskie, z płotami, przeszkodami, myśliwskie, wojskowe i tzw. włościańskie. Zawody oglądały tłumy widzów z prezydentem Bydgoszczy Bernardem Śliwińskim na czele. Rozważano także przyjazd prezydenta RP II Ignacego Mościckiego, który przebywał wówczas w Bydgoszczy.
Pod koniec lat 20. XX w. tor wyścigów konnych w Bydgoszczy nie ustępował podobnym istniejącym za granicą. Atrakcjami gonitw był hazard, wypłaty dla właścicieli koni oraz nagrody dla widzów (na pożegnalnych zawodach sezonu jeden z koni był rozlosowywany jako nagroda dla widzów). Zawody organizowano w terminach nie kolidujących z wyścigami na innych krajowych torach, co gwarantowało udział w nich polskiej elity. Bydgoski hipodrom z uwagi na piękne otoczenie (las) był popularnym miejscem wypoczynku niedzielnego i świątecznego. Z uwagi na dużą frekwencję widzów, wprowadzono opłaty za miejsca na trybunach. Odbywane tu uroczystości uświetniały koncerty orkiestr dętych, parady trębaczy oraz ubranych na biało ułanów.
Latem 1928 roku władze Bydgoszczy zbudowały brukowaną drogę dojazdową z dworca Bydgoszcz Wschód do stadionu oraz nową trybunę. 29 lipca 1928 w towarzystwie ministra rolnictwa Karola Niezabytowskiego i bydgoskich władz samorządowych zawody oglądał prezydent II RP Ignacy Mościcki.
W 1929 obok toru zbudowano stajnię na 40 koni. Zorganizowano również specjalne gonitwy: Wielką Bydgoską z nagrodą 5000 zł, Wielką Bydgoską z przeszkodami z nagrodą 5000 zł, bieg z płotami „Dziennika Bydgoskiego” z nagrodą 3000 zł oraz Wielką z przeszkodami z nagrodą 6000 zł. Wyścigi oglądało coraz więcej widzów z całego regionu, także z Poznania przybyłych wynajętymi autobusami.
W 1930 w wyścigach uczestniczyły konie ze znanych w Polsce stajni np. barona Leona Kronenberga, hr. Ignacego Mielżyńskiego z Iwna, płk. Iwana Karatiejewa, hr. von Donnosmarcka, hr. Wielopolskiego z Chrobrza oraz słynni polscy jeźdźcy, olimpijczycy z Paryża (1924) i Amsterdamu (1928), jak Karol Rómmel, Adam Królikiewicz i Henryk Dobrzański („Hubal”). Kunszt jeździecki prezentowali także znani w kraju dżokeje, jak mjr Władysław Toczek, Adam Tuchołka, Konstantin Chatisow, Aleksander Fomienko i inni.
W 1931 tor bydgoski był jednym z 10 użytkowanych w Polsce. Nowością była gonitwa Wielka Kujawska o nagrodę 2500 zł fundowaną przez rodzinę Krzymuskich. Z uwagi na wielki kryzys gospodarczy do Bydgoszczy przeniesiono wyścigi z Ciechocinka i Grudziądza. W 1932 roku trudności gospodarcze spowodowały, że zawieszono działalność większości torów wyścigów konnych poza Służewcem w Warszawie. W latach 30. XX w. na torze w Bydgoszczy odbywały się jedynie wyścigi koni wojskowych, konkursy hippiczne dla ułanów oraz aspirantów szkół podchorążych, m.in. bydgoskiej Szkoły Podchorążych dla Podoficerów. 
W latach 50. XX w. dawny tor wyścigów konnych zaadaptowano na potrzeby sportu motocyklowego i motocrossowego, a w latach 60. XX w. przeznaczono na spółdzielcze ogrody działkowe.

## Upamiętnienie
Upamiętnieniem hipodromu bydgoskiego jest ulica nazwana Wyścigową, którą zbudowano w 1928 roku od ul. Fordońskiej do południowej części toru wyścigów konnych. Natomiast w latach 60. XX w. podczas budowy dzielnicy składowo-przemysłowej Bydgoszcz Wschód, jedną z nowo wytyczonych ulic nazwano ul. Startową.